# Regie der Gebouwen
De Regie der Gebouwen (Frans: Régie des Bâtiments) is de vastgoedbeheerder van de federale staat. Het is een instelling van openbaar nut die instaat voor het beheer van de gebouwen en terreinen van de  Belgische staat. 
Zo voorziet de Regie der Gebouwen enerzijds kwalitatieve en functionele werkplekken voor de 70.000 ambtenaren van de federale overheid. Hierbij positioneert zij zich als een voorbeeld op gebied van energie-efficiëntie en duurzame ontwikkeling. Anderzijds zorgt de Regie der Gebouwen voor de instandhouding van het federaal architecturaal en historisch patrimonium. 
Ook voert ze projecten uit in het kader van verbintenissen die de Belgische staat aangaat met internationale instellingen. Voorbeelden hiervan zijn de Europese scholen of het gebouw van de Raad van de Europese Unie in Brussel. Ten slotte speelt de Regie der Gebouwen een actieve rol in de realisatie van de Belgische paviljoenen voor wereldtentoonstelling (bijvoorbeeld die van Osaka in 2025).
De belangrijkste taken van de Regie der Gebouwen bestaan uit drie pijlers:  
Vastgoedbeheer
- Bouw, restauratie en renovatie
- Facility en onderhoud
- De Regie der Gebouwen heeft een hoofdzetel in Brussel en zeven regionale operationele diensten.

Patrimonium
In totaal beheert de Regie der Gebouwen 885 sites, waarvan 1/3 wordt gehuurd en 2/3 eigendom is van de staat. De totale oppervlakte bedraagt 6,8 miljoen vierkante meter. Voorbeelden zijn:
- Kantoorgebouwen voor de federale overheidsdiensten (FOD Justitie, FOD Financiën, …)
- Gerechtsgebouwen
- Gevangenissen
- Sites van de Federale Politie
- Federale musea (Koninklijke Musea voor Schone Kunsten van België en de KBR (Koninklijke Bibliotheek in Brussel, AfricaMuseum in Tervuren, Musea van het Verre Oosten...)
- Erfgoed (het Jubelpark, het Koninklijk paleis en de congreskolom in Brussel, de abdij van Villers-la-Ville,…)
- Federale wetenschappelijke instellingen (Space Pole-site in Brussel,...)
- Internationale instellingen (Europese scholen, gebouw Raad van Europese Unie in Brussel)

Politieke bevoegdheid en Directie
De overheidsdienst valt onder de bevoegdheid van Mathieu Michel, als Staatssecretaris voor Digitalisering, belast met Administratieve Vereenvoudiging, Privacy en de Regie der Gebouwen, toegevoegd aan de eerste minister.
Sinds 1 februari 2008 is Laurent Vrijdaghs de administrateur-generaal van de Regie der Gebouwen. 